# Algol osztály

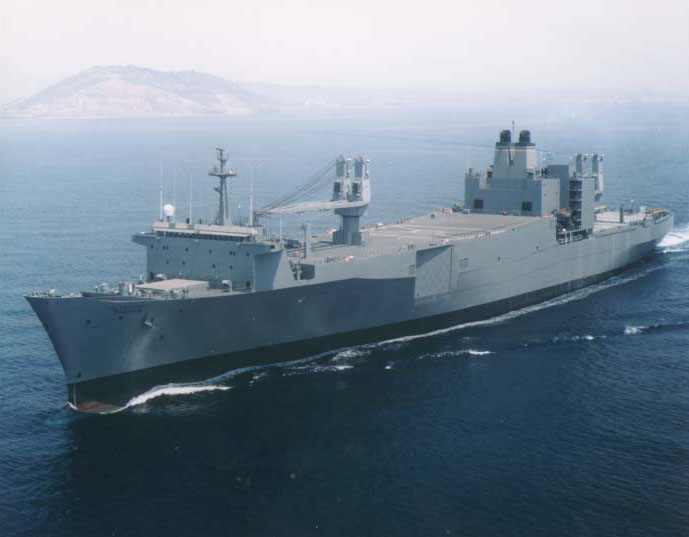
A USNS Regulus

Az Algol osztály, vagy korábbi nevén Fast Sealift Ship (FSS, gyorsjáratú szállítóhajó), vagy SL–7 napjaink leggyorsabb teherszállítóhajó-osztálya mely hajók képesek 33 csomós sebességgel is haladni (kb. 61 km/h). 1972–1973-ban épültek nagysebességű konténerszállító hajóknak, innen ered SL–7 nevük a Sea-Land Services, Inc. után, magas fenntartási költségük azonban behatárolta jövedelmezőségüket. Kilenc évvel később, 1981–1982-ben mind a nyolc megépült hajót átvette az Amerikai Haditengerészet és az utolsó átalakításával átadták a Military Sealift Command alárendeltségébe 1986-ban. Az átalakítás során minden hajóegységet négy toronydaruval láttak el, továbbá Ro-Ro (roll-on/roll-of) képességűek lettek, a teherteret átalakították gumikerekes és lánctalpas járművek szállítására. A hajók magas üzemeltetési költségei miatt mindet az ún. csökkentett működési állapotban (Reduced Operating Status) tartották és tartják a Készültségi Tartalékerő (Ready Reserve Force) állományában, azonban a tartós tárolási eljárástól függetlenül bármelyik 96 órán belüli indulásra készen áll.
Hadrendbe állásukkal egy-egy fényes csillagról kapták a nevüket. A USNS előtag a United States Naval Ship rövidítése, nemzetközi jelölése az aktív katonai szolgálatú legénységgel ellátott hajóknak.

## Hajóegységek
1. SS Algol (T–AKR–287) (korábban SS Sea-Land Exchange)
2. SS Bellatrix (T–AKR–288) (korábban SS Sea-Land Trade)
3. SS Denebola (T–AKR–289) (korábban SS Sea-Land Resource)
4. SS Pollux (T–AKR–290) (korábban SS Sea-Land Market)
5. SS Altair (T–AKR–291) (korábban SS Sea-Land Finance)
6. SS Regulus (T–AKR–292) (korábban SS Sea-Land Commerce)
7. SS Capella (T–AKR–293) (korábban SS Sea-Land McLean)
8. SS Antares (T–AKR–294) (korábban SS Sea-Land Galloway)

## Fordítás
- Ez a szócikk részben vagy egészben  az   Algol class vehicle cargo ship című angol Wikipédia-szócikk ezen változatának fordításán alapul.  Az eredeti cikk szerkesztőit annak laptörténete sorolja fel. Ez a jelzés csupán a megfogalmazás eredetét és a szerzői jogokat jelzi, nem szolgál a cikkben szereplő információk forrásmegjelöléseként.